# Philharmostes basilewskyi
Philharmostes basilewskyi är en skalbaggsart som beskrevs av Renaud Maurice Adrien Paulian 1977. Philharmostes basilewskyi ingår i släktet Philharmostes och familjen Hybosoridae. Inga underarter finns listade i Catalogue of Life.